# Movimiento por los Derechos y Libertades
El Movimiento por Derechos y Libertades (en turco: Hak ve Özgürlükler Hareketi; en búlgaro: Движение за права и свободи, Dvizhenie za prava i svobodi) es un partido político centrista de la etnia turca en Bulgaria. El MDL es miembro de la Internacional Liberal y se considera a sí mismo como un partido liberal, al igual que el Partido Popular Sueco -partido de la minoría de habla sueca en Finlandia.

## Historia

### 1985-1989
El partido comenzó como una organización en la década de 1980, con el nombre Movimiento Nacional Turco Libertad (Türk Millî Kurtuluş Hareketi) como respuesta a la política llevada a cabo por Todor Zhivkov de bulgarización forzada de la minoría turca en el país.

### Después de 1989
El Movimiento por Derechos y Libertades obtuvo en las elecciones de 2001 el 7,5% del total de votos, lo que le significó conseguir 21 de los 240 escaños de la Asamblea Nacional. A continuación, formó parte del gobierno liderado por el ex-rey de Bulgaria Simeón de Sajonia-Coburgo-Gotha del Movimiento Nacional Simeón II. En las elecciones del 25 de junio de 2005, su peso electoral se incrementó, llegando al 13,7% de los votos y a 33 bancas parlamentarias. Continuó integrando el gobierno como parte de una coalición liderada por Sergéi Stánishev. En las elecciones de 2007 para el Parlamento Europeo, el partido obtuvo el 20,26% de los sufragios y 4 bancas de eurodiputados de las 18 en juego. Dos de los eurodiputados electos por el partido (Mariela Baeva, Vladko Panayotov) son de etnia búlgara.

## Resultados electorales

### Elecciones legislativas
| Elecciones | Asamblea Nacional | Asamblea Nacional | Asamblea Nacional | Asamblea Nacional | Posición             |
| Elecciones | # de votos        | % de votos        | # de de escaños   | +/–               | Posición             |
| ---------- | ----------------- | ----------------- | ----------------- | ----------------- | -------------------- |
| 1990       | 491.596           | 8,03% (#3)        | 23/400            |                   | Oposición            |
| 1991       | 418.168           | 7,55% (#3)        | 24/240            | 1                 | Coalición            |
| 1994       | 283.094           | 5,44% (#4)        | 15/240            | 9                 | Oposición            |
| 1997       | 323.429           | 7,60% (#3)        | 19/240            | 4                 | Oposición            |
| 2001       | 340.395           | 7,45% (#4)        | 21/240            | 2                 | Coalición            |
| 2005       | 467.400           | 12,81% (#3)       | 34/240            | 13                | Oposición            |
| 2009       | 592.381           | 14,45% (#3)       | 37/240            | 3                 | Oposición            |
| 2013       | 400.466           | 11,31% (#3)       | 36/240            | 1                 | Coalición            |
| 2014       | 487.134           | 14,84% (#3)       | 38/240            | 2                 | Oposición            |
| 2017       | 315.976           | 8,99% (#4)        | 26/240            | 12                | Oposición            |
| Abr. 2021  | 336.306           | 9,31% (#4)        | 30/240            | 4                 | Repetición electoral |
| Jul. 2021  | 292.514           | 10,57% (#5)       | 29/240            | 1                 | Repetición electoral |
| Nov. 2021  | 340.997           | 12,83% (#3)       | 34/240            | 5                 | Oposición            |
| 2022       | 344.625           | 13,76% (#3)       | 36/240            | 2                 | Repetición electoral |
| 2023       | 346.930           | 13,72% (#4)       | 36/240            | Sin cambios       | Oposición            |
| Jun.-2024  | 366.310           | 16,56% (#2)       | 47/240            | 11                | Repetición electoral |
| Oct.-2024  | 281.356           | 11,17% (#4)       | 30/240            | 17                | Oposición            |

### Elecciones europeas
| Año  | Votos   | %           | Bancas ganadas | Grupo político |
| ---- | ------- | ----------- | -------------- | -------------- |
| 2007 | 392.650 | 20,26% (#3) | 4/18           | ALDE           |
| 2009 | 364.197 | 14,14% (#3) | 3/18           | ALDE           |
| 2014 | 386.725 | 17,26% (#3) | 4/17           | ALDE           |
| 2019 | 323.510 | 16,55% (#3) | 3/17           | Renovar Europa |
| 2024 | 295.092 | 14,66% (#2) | 3/17           | Renovar Europa |

## Controversias

### Naturaleza étnica
El 8 de octubre de 1991, 93 miembros de la Asamblea Nacional búlgara -prácticamente todos los afiliados al antiguo Partido Comunista Búlgaro- solicitaron a la Corte Constitucional que declarara inconstitucional al MDL, citando el artículo 11.4 de la Constitución, que explícitamente prohíbe la existencia de partidos políticos "formados sobre bases étnicas, raciales o religiosas". El 21 de abril de 1992 la Corte rechazó la petición y afirmó la constitucionalidad del MDL.
A pesar de ello, y de que el MDL ha sido desde entonces legalmente parte de la vida política búlgara, algunos ultranacionalistas búlgaros, y particularmente el ultraderechista Unión Nacional Ataque, continúan afirmando que dicho partido es inconstitucional por estar compuesto principalmente por personas de etnia turca.
Sin embargo, el estatuto del MDL establece claramente que es "una organización pública y política independiente, fundada con el propósito de contribuir a la unidad de todos los ciudadanos búlgaros".
Adicionalmente, partidarios del MDL argumentan que prohibir partidos políticos en razón de su composición étnica constituye un caso de discriminación étnica y contraviene la legislación europea, en particular el Acuerdo Marco para la Protección de las Minorías Nacionales, del que Bulgaria es signatario. Además, a pesar de una prohibición constitucional similar, los partidos religiosos, tales como la Coalición Cristiana Búlgara, han competido en elecciones parlamentarias desde 1997, y de nuevo en 2005, sin que ello produjera ninguna oposición en medios políticos. 
Más recientemente, Antonina Zheliazkova, directora del Centro por las Relaciones Interétnicas en Sofía, elogió a Ahmed Dogan por haber declarado que estaba trabajando fuertemente para abrir el partido a todos los ciudadanos, y exhortó a los partidarios del MDL a sentirse libres de votar por partidos no-étnicos. 

## Otras facciones políticas turcas
Actualmente existen otras tres pequeñas facciones políticas turcas que se oponen a las políticas del MDL. Estos grupos -que se han unido para formar la Liga Democrática Balcana- son el Movimiento de la Derecha Democrática (DDK), liderado por Osman Oktay; el Partido por la Democracia y la Justicia (PDS), conducido por Nedim Gencev; y la Unión de los Turcos Búlgaros (SBT), encabezada por Seyhan Türkkan. 
Sin embargo, estos movimientos, al igual que el Movimiento Nacional por Derechos y Libertades, miembro de una coalición socialdemócrata (coalición Rosa), fracasaron en obtener representantes electos, incluso a través de coaliciones con partidos no étnicos, mientras que el MDL se ha convertido en el tercer partido político de Bulgaria en las elecciones parlamentarias de junio de 2005, e ingresó en agosto de ese año a la coalición de tres partidos junto al Partido Socialista Búlgaro y al Movimiento Nacional Simeón II.

## Manipulando los votos
EL MDL ha sido severamente criticado por el partido nacionalista Ataque, así como por la mayoría de los partidos de derecha, como Demócratas por una Bulgaria Fuerte y la Unión de Fuerzas Democráticas, e incluso por sus socios de coalición del Movimiento Nacional Simeón II, por haber manipulado votos en las elecciones de junio de 2005. No obstante, las alegaciones de que personas de etnia turca habrían venido a votar a Bulgaria en su domicilio permanente y luego habrían retornado a Turquía a votar con sus pasaportes, no pudieron ser "verificadas o confirmadas" por observadores internacionales, cuya valoración de la elección fue que esta había sido libre y limpia. Los observadores internacionales estaban de hecho más preocupados porque "la restricción en el uso de las lenguas minoritarias podría ser considerada un obstáculo para la plena participación política de las personas que pertenecen a comunidades minoritarias" y por "los esfuerzos unilaterales encabezados por el gobierno para incrementar la participación electoral" entre las personas de etnia búlgara.

## Un partido liberal que se opone a una privatización
En febrero de 2005 el MDL se opuso a la privatización de la más grande compañía tabaquera de Bulgaria, Bulgartabak, que era apoyada por el gobierno y la Unión Europea, sobre la base de que la industria tradicionalmente empleaba a personas de etnia turca. La crisis resultante condujo a la renuncia de la vice primera ministra Lidia Shuleva.